# شعر بی‌قافیه
شعر بی قافیه (به انگلیسی: Blank verse) گونه‌ای شعری است که دارای وزن باشد ولی قافیه نداشته باشد. شعر آزاد بین شاعران انگلیسی زبان محبوب است و معمولاً همواره در وزن پنج‌وتدی یامبیک سروده می‌شود. شعر آزاد را مهم‌ترین و معمول‌ترین گونهٔ شعری زبان انگلیسی پس از قرن شانزدهم دانسته‌اند. به تخمین پاول فاسل «سه چهارم همهٔ شعرهای انگلیسی شعر آزاد هستند.»
اولین نمونهٔ یافته‌شده از شعر آزاد در انگلیسی مربوط به ترجمهٔ هنری هوارد از انه‌اید است که در حدود ۱۵۴۰ انجام شده و پس از مرگ وی در سالهای ۱۵۵۴–۱۵۵۷ به چاپ رسید.
"Blank Verse" یا شعر بی‌قافیه، به نوعی از شعر گفته می‌شود که در آن از قافیه استفاده نمی‌شود اما وزن و ریتم همچنان حفظ می‌شود. این نوع شعر در ادبیات غربی به ویژه در آثار شکسپیر بسیار رایج است. در ادبیات فارسی، مفهوم مشابهی وجود دارد که به آن "شعر نیمایی" نزدیک است، اما تفاوت‌هایی نیز وجود دارد.

### شباهت‌ها:
1. عدم استفاده از قافیه: مانند Blank Verse، شعر نیمایی فارسی نیز الزاماً از قافیه پیروی نمی‌کند و شاعر آزادی بیشتری در انتخاب کلمات دارد.
2. حفظ ریتم: هرچند قافیه حذف می‌شود، ریتم و آهنگ کلام همچنان در شعر نیمایی و Blank Verse نقش مهمی دارند.

### تفاوت‌ها:
1. وزن عروضی: شعر نیمایی معمولاً بر پایه وزن عروضی فارسی سروده می‌شود، در حالی که Blank Verse در ادبیات انگلیسی بیشتر از "iambic pentameter" استفاده می‌کند.
2. ساختار آزادتر: شعر نیمایی علاوه بر حذف قافیه، انعطاف بیشتری در شکستن قواعد سنتی شعر فارسی دارد و گاهی از لحاظ فرم و محتوا نوآورانه‌تر است.

### مثال‌هایی از شعر فارسی:
در ادبیات فارسی، شاعرانی مانند نیما یوشیج، احمد شاملو، فروغ فرخزاد، سهراب سپهری، محمدرضا شفیعی کدکنی، کاوه کاکائی نژاد، شمس لنگرودی، بیژن جلالی و رضا براهنی نمونه‌هایی از شعرهای بی‌قافیه یا نیمایی را ارائه داده‌اند که می‌توان آن‌ها را در کنار Blank Verse در ادبیات غربی مقایسه کرد.

برای نمونه، بخشی از شعر نیما یوشیج:
شب است و چشمان من،
از خواب تهی،
و این صدای خسته،

که از دیوار می‌گذرد.
این شعر قافیه مشخصی ندارد، اما ریتم و حس موسیقایی در آن حفظ شده است.

### شمس لنگرودی:
از شعر «یکشنبه»
و باز، یکشنبه،
از میان علف‌های بلند
با غروبی در مشت،
آمدم
و به چشمانت نگاه کردم
مثل بادی

که در شاخه‌ای گیر کرده باشد.
شمس لنگرودی نیز با استفاده از زبان ساده و تصاویر روشن، شعری بی‌قافیه و در عین حال تأثیرگذار خلق کرده است.

### بیژن جلالی:
از شعر «روزها»
روزها
درختانی هستند
که هر روز از آن‌ها می‌گذرم.
شب‌ها
پرنده‌هایی

که به لانه‌های خود برمی‌گردند.
بیژن جلالی با زبان موجز و مینیمال، شعر را به‌گونه‌ای آزاد و بی‌قافیه روایت می‌کند.

### رضا براهنی:
از شعر «هوا را از من بگیر»
هوا را از من بگیر
اما خنده‌ات را نه.
گل سرخ را از من بگیر،
اما نور چشمانت را نه.
گرسنه‌ام،
تشنه‌ام،
اما لبخندت

غذای روح من است.
براهنی در این شعر با زبانی ساده و احساسی، بدون قافیه، قدرت عشق و امید را به تصویر می‌کشد.

### کاوه کاکائی‌نژاد:
از شعر «دورگرد عاشق»
دورگردی
عاشق،
دل کهنه‌ام را خرید
و
لبخندی زد.
کاوه کاکائی‌نژاد با زبانی ساده و احساسی، مفاهیم عشق و نو شدن را در قالبی موجز و مینیمال به تصویر می‌کشد.

### بیژن جلالی:
از شعر «روزها»
روزها
درختانی هستند
که هر روز از آن‌ها می‌گذرم.
شب‌ها
پرنده‌هایی

که به لانه‌های خود برمی‌گردند.
بیژن جلالی با زبان موجز و مینیمال، شعر را به‌گونه‌ای آزاد و بی‌قافیه روایت می‌کند.
در نتیجه، اگرچه مفهوم Blank Verse به شکل دقیق در ادبیات فارسی وجود ندارد، شعر نیمایی می‌تواند به نوعی نماینده مشابه آن در فرهنگ ایرانی باشد.